# Caryomene glaucescens
Caryomene glaucescens là một loài thực vật có hoa trong họ Biển bức cát. Loài này được (Moldenke) Barneby & Krukoff mô tả khoa học đầu tiên năm 1971.